# 海保宣生
海保宣生（日语：／ Kaiho Nobuo，1941年12月21日—2015年4月20日），东京都出身，日本前男子篮球运动员，毕业于立教大学经济学部。他曾代表日本参加1964年夏季奥运会男子篮球比赛。